# Poseidon van Artemision

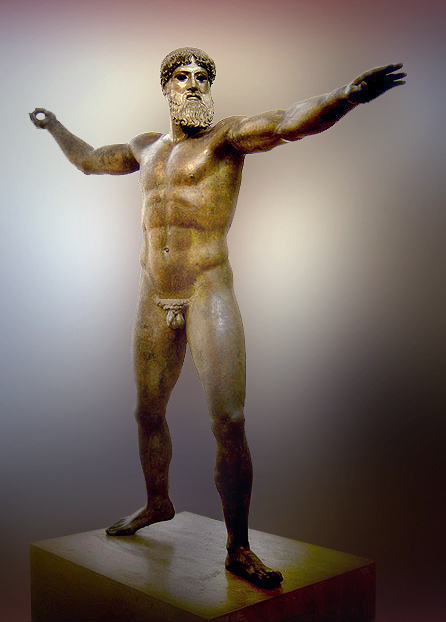
Poseidon van Artemision

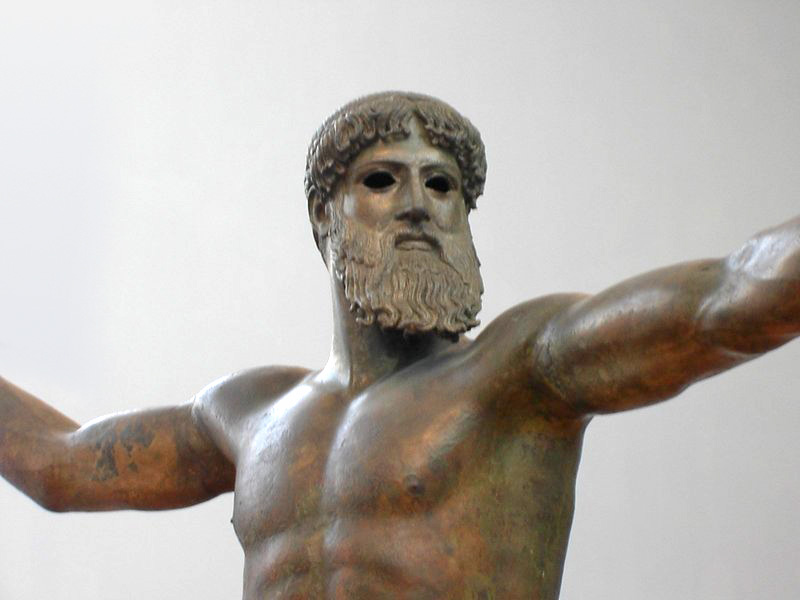
Zeus of Poseidon?

De Poseidon van Artemision is een antiek Grieks bronzen beeld. Het beeld werd rond 460 v.Chr. vervaardigd, mogelijk door de befaamde beeldhouwer Calamis, al is dat allerminst zeker en zijn er meer kandidaten.
Het beeld is te bezichtigen in het Nationaal Archeologisch Museum van Athene (inv. nr. 15161).

## Geschiedenis van het beeld
Het beeld werd gevonden in een Romeins scheepswrak in de zee bij Kaap van Artemision, in het noorden van Euboea. In 1926 werd het eerste deel van het beeld, een arm, gevonden. In 1928 werd de rest van het lichaam ontdekt. Omdat het schip waarin het beeld in de oudheid vervoerd werd schipbreuk had geleden, bleef het beeld gespaard van vernietiging. Vele bronzen beelden werden namelijk aan het einde van de oudheid omgesmolten. Het beeld werd grondig gerestaureerd en tentoongesteld in het Nationaal Archeologisch Museum van Athene. Het is een van de weinige antieke bronzen beelden die tegenwoordig nog te bezichtigen zijn.

## Beeldhouwstijl
Het beeld werd gemaakt in het begin van de klassieke periode (500 v.Chr.-300 v.Chr.) en behoort tot de "strenge stijl" (500 v.Chr.-450 v.Chr.) van de Oud-Griekse beeldhouwkunst.
In de strenge stijl verdwijnt een groot deel van de kenmerken van de archaïsche periode. De beelden blijven in deze stijl echter nog frontaal en met weinig details. Zij komen natuurlijker over. Een geleidelijke overgang naar meer beweging is al merkbaar. Deze beweging is vooral te merken aan de vrijere stand van de benen en het verdwijnen van de symmetrie in de schouders en flanken. In de klassieke periode krijgt de contrapost zijn ontwikkeling. Deze houding zorgt ook voor extra beweging in het beeld. De armen bevinden zich ook niet meer strak naast het lichaam en de handen zijn meer open. De archaïsche glimlach die in de archaïsche periode voorkomt, is volledig verdwenen in de klassieke periode. In deze periode waren vooral atleten, helden of goden het onderwerp. De mens werd in de beelden voorgesteld met ideale verhoudingen.

## Het beeld
Het beeld is zo’n 2,09 m hoog en 2,10 m breed en stelt waarschijnlijk een naakte god of atleet voor. Men weet niet zeker wie er wordt voorgesteld. Men denkt dat het de Griekse zeegod Poseidon is, die op het punt staat zijn drietand in zijn rechterhand te gooien. Een tweede theorie is dat de Griekse oppergod Zeus wordt afgebeeld, die zijn bliksemschicht aan het gooien is. Een derde theorie is dat het een Griekse atleet is, die zijn speer aan het gooien is. Deze laatste theorie vindt weinig aanhang. Vooral de eerste en tweede theorie wordt het meest gebruikt. De kunsthistorici ondersteunen hun theorie door te refereren aan de geschriften en door andere beelden met elkaar te vergelijken. Poseidon en Zeus vertonen daarin veel gelijkenissen. Beiden hebben zij een brede borst, lang afhangende lokken en schitterende ogen. Het enige verschil is dat Poseidon hoekigere gelaatstrekken heeft en een iets verwarder hoofdhaar. In de antieke voorstellingen hield Poseidon zijn drietand niet horizontaal in tegenstelling tot Zeus die een bliksemschicht horizontaal in de arm hield. Sommige kunsthistorici zijn er daardoor ook van overtuigd dat het beeld de god Zeus voorstelt. Archeologen en kunsthistorici discussiëren hier nog steeds over.
Het beeld is in dezelfde stijl als de Wagenmenner van Delphi. Wel is er al een groot verschil tussen de Wagenmenner van Delphi en de Poseidon van Artemision.
Het beeld van Poseidon geeft de ultieme kracht van de mens weer. Het hele lichaam is gespannen en is een mooi voorbeeld van het volmaakte ideaal. De benen en armen zijn opener en zijn in compleet evenwicht met de schouders. Het beeld steunt op de hiel van het gebogen linkerbeen en het rechterbeen is eveneens licht gebogen. Het beeld straalt zowel rust al dynamiek uit. De krullen en het haar gebonden in een vlecht op het hoofd vertonen een fijne en mooie detaillering.
Het materiaal waaruit de (verdwenen) ogen bestonden is niet zeker, waarschijnlijk ijzer, steen of een soort gebeente. De wenkbrauwen waren vervaardigd van zilver en de lippen en tepels van rood koper.
Het standbeeld werd gegoten volgens de techniek van het bronsgieten van de Griekse oudheid. Om het beeld te vervaardigen werd een driedimensionale afdruk gemaakt van de verschillende delen van het beeld in een gietmal. De delen werden door middel van mechanische technieken als klinken en lassing aan elkaar verbonden.